# Franz Pácal

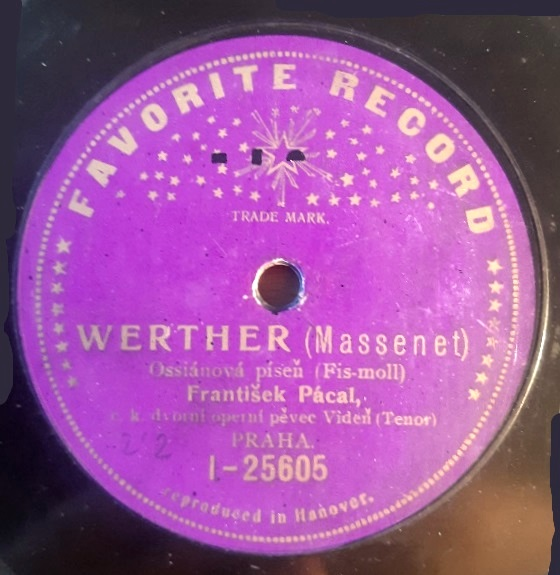
Schallplatte von Pácal (Wien 1905)

Franz Pácal, tschechisch František Pácal, (24. Dezember 1866 in Leitomischl – 19. Oktober 1938 in Prag) war ein böhmischer Opernsänger (Tenor).

## Leben
Da der Sohn eines Bierbrauers schon als Knabe große musikalische Fähigkeiten zeigte, bestimmten ihn seine Eltern für die musikalische Laufbahn. Er besuchte das Prager Konservatorium, um Violine zu studieren. Nach vier Jahren war er gezwungen, selbst seinen Unterhalt zu erwerben und trat bei einer Regimentskapelle ein.
Während dieser Zeit entschloss er sich die Bühnenlaufbahn zu ergreifen. Er nahm Unterricht bei mehreren tüchtigen Gesangslehrern, später auch bei Gustav Walter und nachdem er bereits von 1887 bis 1892 am böhmischen Nationaltheater tätig gewesen war, trat er in den Chor des Kölner Stadttheaters. Dann kam er nach Bremen von 1893 bis 1894, wo er Chorsolopartien sang und nach Graz von 1894 bis 1895, wo er in gleicher Weise beschäftigt war. 1895 trat er in den Verband des Hofopertheaters in Wien, und zwei Jahre später sollte sich sein Geschick erfüllen. In der „Tell“-Vorstellung am 19. April 1897 ertönte hinter der Szene des Gesang des „Ruodi“, eine Stimme, die man bisher im Hause noch nicht gehört hatte, und als der Fischer landete und zum Quartett in den Vordergrund der Bühne trat, erkannte man in dem Sänger einen Choristen, dessen jugendlich blühende, heldenhafte Gestalt schon oft in der ersten Reihe des Chors sympathisch aufgefallen war. Seit dieser Zeit wurde er in größeren Rollen beschäftigt, z. B. als Steuermann im Fliegenden Holländer. In Wien blieb er bis 1905 beschäftigt, danach bis 1909 am Prager Nationaltheater, anschließend bis 1911 an der Oper in Riga und danach bis 1913 am Stadttheater Posen.
Während des Ersten Weltkrieges war er leitender Mitarbeiter des Getreideamtes in Prag.
František Pácal hinterließ Platten auf Berliner Records (Wien 1900–01), G&T (Wien 1901–02), Zon-O-Phone (Wien 1902), Odeon (Wien 1904), Favorite (Wien 1905, Prag 1907) und Gramophone (Prag 1908).